# 拉卡萨
拉卡萨（義大利語：La Cassa），是意大利都灵省的一个市镇。总面积11.97平方公里，人口1801人，人口密度150.5人/平方公里（2009年）。ISTAT代码为001126。